# Maszewo
Maszewo é um município da Polônia, na voivodia da Pomerânia Ocidental e no condado de Goleniów. Estende-se por uma área de 5,54 km², com 3 377 habitantes, segundo os censos de 2016, com uma densidade de 609,6 hab/km².